# Scenery
Scenery (deutsch Szenerie) ist das erste Album des japanischen Jazz-Pianisten Ryo Fukui. Es wurde 1976 veröffentlicht und von Fukui am Klavier gemeinsam mit Satoshi Denpo als Kontrabass- und Yoshinori Fukui als Schlagzeugbegleitung eingespielt.

## Rezeption
Während das Album in den USA aufgrund des allgemeinen Rückgangs im Interesse für Jazzmusik in den 1970er Jahren, die zudem von Fusion dominiert war, praktisch unbekannt blieb, war es in Japan um so erfolgreicher. Die Kritiken von Fans und der Fachpresse dort fielen sehr positiv aus. In den Jahrzehnten nach der Veröffentlichung wurde das Album auch international bekannter und erreichte neue Kritiker und Fans, die Fukuis Debütwerk ebenfalls sehr positiv bewerteten. Fukui war im Wesentlichen Autodidakt und griff in seinem Album die klassischen Jazzstile der 1950er und 1960er Jahre auf (Cool Jazz, Hardbop, Modaler Jazz), im Kontrast zu den dominierenden Jazzströmungen der 1970er (Rockjazz, Fusion, Free Jazz). Dies führte so weit, dass der Japaner sogar mit Jazz-Größen wie McCoy Tyner und Bill Evans verglichen wurde.
Bis 2011 war die originale Schallplatten-Pressung von 1976 die einzige verfügbare Tonaufnahme des Albums. Dies steigerte den Wert deutlich. 2011 wurde das Album auf CD in Japan wiederveröffentlicht. 2018 folgte eine unabhängige Neuveröffentlichung ebenfalls auf CD und auch wieder als auf 1.000 Stück limitierte LP durch das Schweizer Label We Release Jazz. Für den Re-Release wurden die originalen Mastertapes verwendet und mit modernen Mitteln neu gemastert.
Ein Upload des Albums auf YouTube hatte großen Anteil an der Verbreitung des Albums.

## Titelliste
1. It Could Happen to You  – 4:16 (Jimmy Van Heusen, Johnny Burke)
2. I Want To Talk About You  – 8:24 (Billy Eckstine)
3. Early Summer – 11:23 (Hideo Ichikawa)
4. Willow Weep for Me  – 8:55 (Ann Ronell)
5. Autumn Leaves – 6:02 (Joseph Kosma, Jacques Prévert)
6. Scenery – 6:29 (Ryo Fukui)

## Besetzung
- Ryo Fukui: Klavier
- Satoshi Denpo: Kontrabass
- Yoshinori Fukui: Schlagzeug

## Produktion
- Produktion von Ryo Fukui
- Covertext von Yusuke Ogawa
- Coverdesign von Takashi Nogiwa
- Fotografien von Masataka Ito
- Sound Engineering von Kunio Arai